# Майтрея-Натха
Майтрея-Натха (Maitreya-nātha) (около 270—350 н. э.) — один из основателей школы Йогачара буддизма Махаяны, другими основателями являлись братья Асанга и Васубандху. По поводу Майтрея-Натха существуют противоположные мнения историков буддизма. Одни считают, что речь идёт об историческом персонаже, учителе, который общался с Асангой, другие — о псевдоэпиграфике, когда книги Асанги были приписаны Бодхисаттве Майтрее. В тибетской и в китайской традициях ему приписывают несколько отличающийся список сочинений. 
Эпитет "натха" в буддийском гибридном санскрите означает "защитник" [всех живых существ]. Защитник Майтрея (4-й век н.э.) не имеет отношения к шиваитскому направлению Натха, основатель которого, согласно Мирча Элиаде, "жил в 12-м веке, возможно, даже раньше".

## Сочинения
- Yogācara-bhūmi-śāstra, Йогачара-бхуми-шастра
- Mahāyāna-sūtrālamkāra-kārikā, Махаяна-сутра-ламкара-карика
- Dharma-dharmatā-vibhāga, Дхарма-дхармата-вибхага
- Madhyānta-vibhāga-kārikā;, Мадхъянта-вибхага-карика
- Abhisamaya-alamkāra, Абхисамая-аламкара
- Ratna-gotra-vibhāga, Ратна-готра-вибхага, известная также под названием Uttaratantrashastra, Уттара-тантра-шастра

Последние пять сочинений называются Пятью Дхармами Майтреи, и их авторство в разных источниках приписывается Асанге, Майтрея-Натху или обоим вместе.